# Izabela Portugalska (żona Karola V)
Izabela Portugalska, Izabela Aviz (ur. 24 października 1503 w Lizbonie, zm. 1 maja 1539 w Toledo) – księżniczka portugalska, dzięki małżeństwu królowa Hiszpanii, cesarzowa. Była jednym z ośmiorga dzieci króla Portugalii Manuela I Szczęśliwego i jego drugiej żony Marii, córki króla Aragonii Ferdynanda Aragońskiego.
W 1521 tron Portugalii objął brat Izabeli Jan III. Rozpoczął on negocjacje z cesarzem Karolem V. Karol miał poślubić Izabelę, a Jan siostrę cesarza Katarzynę. Małżeństwo Karola i Izabeli zostało zawarte per procura w 1525. Ślub odbył się 10 marca 1526 w Sewilli. Małżeństwo było udane. Podczas swojego miesiąca miodowego, mimo iż towarzyszyło im wiele osób, małżonkowie cały czas ze sobą rozmawiali.
Podczas nieobecności męża w Hiszpanii Izabela sprawowała regencję w jego imieniu. Działo się to w latach 1529-1532 i 1535-1539.
Cesarzowa zmarła w 1539, podczas porodu swojego siódmego dziecka. Jej śmierć głęboko dotknęła Karola, który nigdy więcej się nie ożenił i do końca życia nosił żałobę. Szlachcic z Gandii, Franciszek Borgiasz, sprowadził ciało Izabeli do Grenady. Podobno kiedy zobaczył zmiany, jakie poczyniła śmierć na twarzy pięknej cesarzowej, zdecydował "nigdy więcej już nie służyć śmiertelnemu władcy". Później Borgiasz został świętym Kościoła katolickiego. Kazanie na pogrzebie wygłosił inny późniejszy święty Jan z Ávili.

## Potomstwo
Karol i Izabela mieli razem czterech synów i trzy córki:
- Filip II (21 maja 1527 – 13 września 1598), król Hiszpanii i Portugalii
- Maria (21 czerwca 1528 – 26 lutego 1603), żona cesarza Maksymiliana II Habsburga
- Izabela (ur. i zm. 1529)
- Ferdynand (ur. i zm. w Bolonii 1530)
- Joanna (24 czerwca 1537 – 7 września 1573), żona Jana d'Aviz, następcy tronu Portugalii, matka króla Sebastiana I
- Jan (ur. i zm. w Valladolid 20 kwietnia 1538)
- Ferdynand (ur. i zm. w Toledo 25 kwietnia 1539)